# Первое Роченсальмское сражение
Первое Роченса́льмское сражение — морское сражение в ходе Русско-шведской войны (1788—1790), произошедшее 13 (24) августа 1789 года в проливе Балтийского моря Роченсальм (Руотсинсальми) между островами Котка, Муссало и Кутсало и завершившееся победой русского флота.
22 августа 1789 года шведский флот общим числом 49 кораблей под командованием адмирала К. А. Эренсверда укрылся среди островов пролива Роченсальм. Шведы перегородили пролив для крупных кораблей противника, затопив там три собственных судна. 24 августа 86 русских кораблей под командованием вице-адмирала К. Г. Нассау-Зигена начали атаку с двух сторон. Южный отряд под командованием генерал-майора И. П. Балле в течение нескольких часов отвлекал на себя основные силы шведов, в то время как с севера пробивались основные силы русского флота под командованием контр-адмирала Ю. П. Литты. Корабли вели огонь, а особые команды матросов и офицеров прорубали проход. Через пять часов Роченсальм был расчищен, и русские ворвались на рейд. Шведы потерпели поражение, потеряв около 40 кораблей, в том числе адмиральский, захваченный в плен, и все транспорты.
Потери русских составили два корабля. Общие потери в людях составляли около 1000 человек, в том числе убитыми 15 офицеров и 368 нижних чинов.
В сражении отличились командующий правым крылом русского авангарда Антонио Коронелли и лейтенант Алексей Корнилов — отец будущего вице-адмирала, выдающегося флотоводца России В. А. Корнилова. За героизм, проявленный в Роченсальмском сражении 1789 года, командир фрегата А. М. Корнилов был награждён орденом Святого Георгия 4-го класса и досрочно произведён в капитан-лейтенанты.